# ثرامة عاجية
ثُرَامة عاجية اللون ، ويُسمى في الإنجليزية الغطاء الشمعي العاجي أو منديل رعاة البقر، هو نوع من الفطر الصالح للأكل في فصيلة الثراميات. ينتشر على نطاق واسع في أوروبا وأمريكا الشمالية ، ووُجِد جمعه في شمال إفريقيا. جذعه متوسطة الحجم، بيضاء نقية، وعندما تكون مبللة تُغطى بطبقة من السلايم سميكة بما يكفي لجعل الفطر صعبًا في التقاطه. ترتبط الخياشيم على نطاق واسع بالجذع أو تتدلى إلى أسفل. كما يوحي اسم الفصيلة، فإنها تبدو شمعية عند فركها بين الأصابع. أرسوسته لزجة قلنسوية الشكل قطرها نحو 7 سم. لونها إلى البياض العاجي رائحتها رائحة الكرفس.

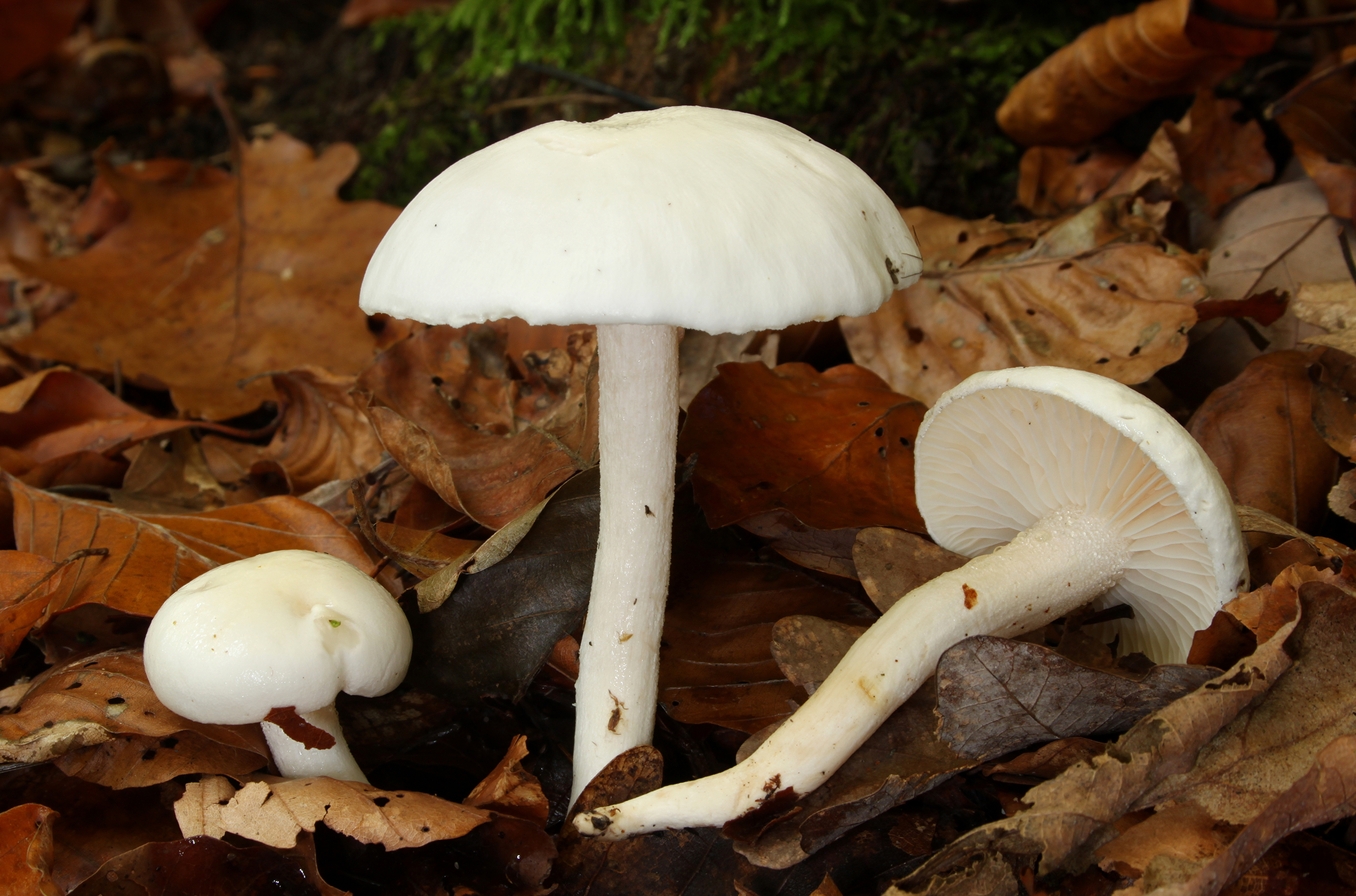
تتميز الأنواع بأرسوستها اللزجة.

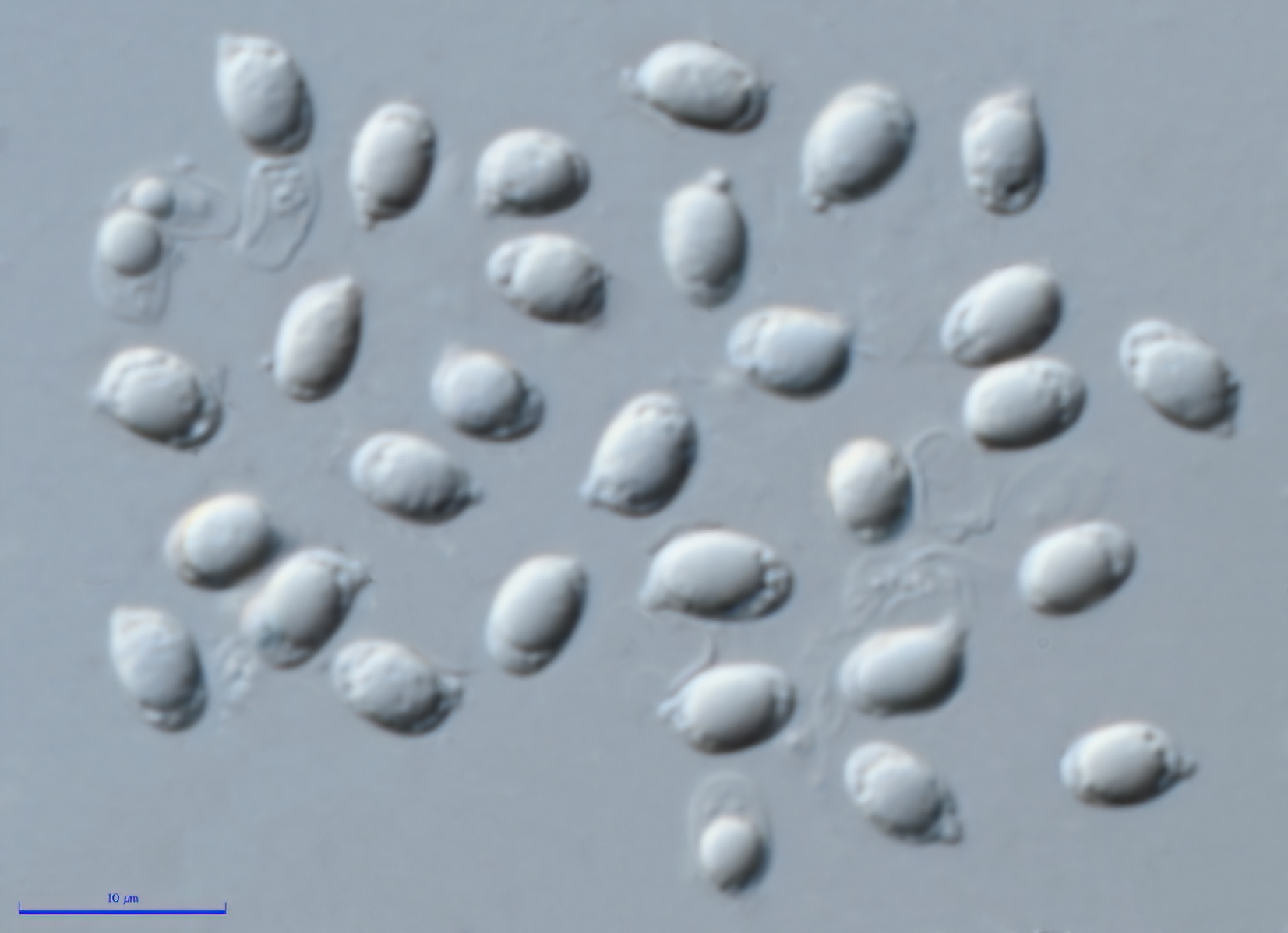
البذور بيضاوية الشكل وسلسة.